# Fontclara

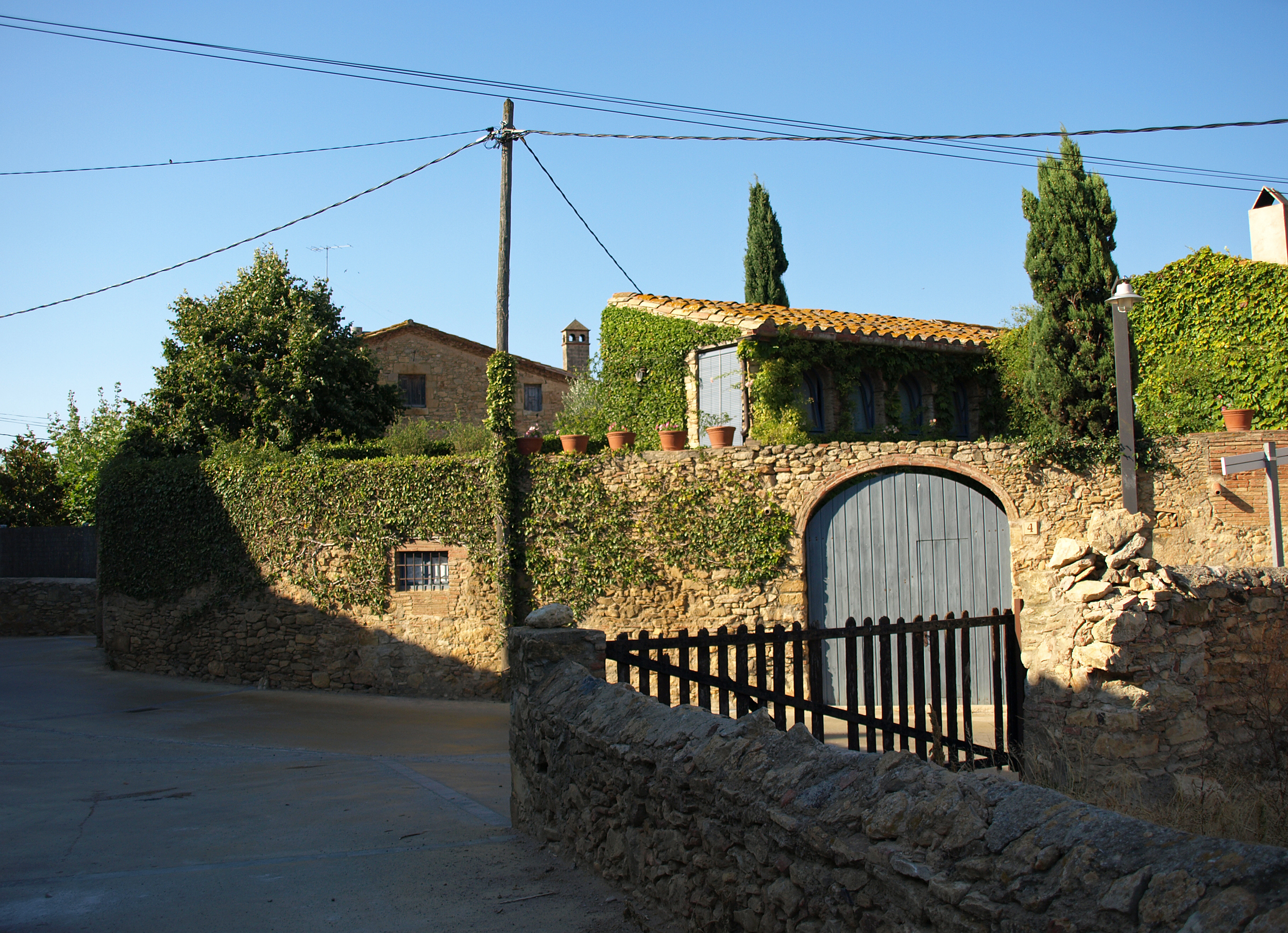
Centro de Fontclara.

Fontclara es una pequeña entidad de población perteneciente al municipio de Palau-sator, en el Bajo Ampurdán (Cataluña, España). En Fontclara hay varios masos dedicados al turismo rural y el antiguo Monasterio de Sant Pau de Fontclara que atesora, en buen estado y en su ubicación original, varias pinturas murales presididas por una imagen de Maiestas Domini. Actualmente, el antiguo monasterio sirve de iglesia parroquial.
En 2005, Fontclara tenía 32 habitantes.